# Hamvas Endre
Hamvas Endre (Piszke, 1890. február 27. – Kalocsa, 1970. április 3.) katolikus pap, csanádi püspök, kalocsai érsek.

## Pályafutása
Szegény kilencgyermekes családból származott. Teológiai tanulmányait a Pázmáneumban kezdte, majd a Bécsi Egyetemen fejezte be, doktorátust is szerzett. 1913-ban pappá szentelték. Előbb a Hitoktatók és Hittanárok Egyesületének volt titkára, majd 1928-ban teológiai tanár és spirituális lett Budapesten. 1930-tól prímási titkár volt, 1940-ben érseki helytartó lett.

### Püspöki pályafutása
1944-ben csanádi püspök lett. Ebben a minőségében határozottan kiállt a zsidók deportálása ellen. A háború után ellenezte a németek erőszakos kitelepítését, valamint a felvidéki magyarság ellen hozott Beneš-dekrétumokat is. Mindvégig kiállt a bebörtönzött Mindszenty József mellett is.
1951-ben belekeverték a Grősz József kalocsai érsek elleni koncepciós perbe; házi őrizetbe helyezték és erőszakkal rávették arra, hogy nyilvános bűnbánatot tartson és kijelentse, hogy a jövőben együtt fog működni a kommunista kormánnyal. Az 1956-os forradalom kitörése után egyházmegyéje papjait ara buzdította, hogy óvják meg híveiket „minden erőszakos lépéstől és rendzavarástól”. A forradalom leverése után a fegyveres harc beszüntetésére és az Kádár-kormány iránti bizalomra szólította fel híveit.
1961-ben a magyar püspöki kar elnökévé nevezték ki. 1964-től 1969-ig kalocsai érsek. Ő volt az első, aki hivataláról betegsége és idős kora miatt lemondott. Részt vett a második vatikáni zsinaton, valamint a Béke Világtanács moszkvai ülésén. 1969-től haláláig az Országos Béketanács elnöke volt.

## Művei
- A Vatikán és az Action Française, h. n., 1928
- Bibliai történetek a katekizmus igazságairól, Budapest, 1955
- Hit- és erkölcstan az általános iskola 7-8. osztálya számára, Budapest, 1955
- Az üdvösség tört. az általános iskola 6. osztálya számára, Budapest, 1955
- Kis katekizmus a Biblia elemeivel az általános iskola 1. osztálya számára, Budapest, 1955
- Szertartástan az általános iskola 5. osztálya római katolikus tanulók számára, Budapest, 1956
- Alapvető hittan a gimnázium 4. osztálya számára, Budapest, 1958
- Katolikus erkölcstan. Budapest, 1963

1921 januárja és 1928 decembere között szerkesztette a budapesti Katolikus Nevelés című szaklapot.